# Ramasseuse-presse
Cet article court présente un sujet plus développé dans : Foin#Confection et liage des bottes.

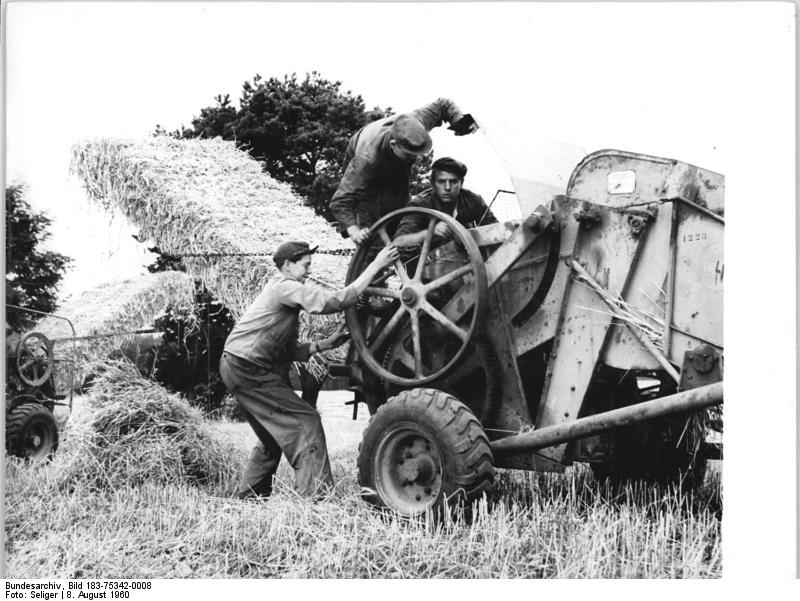
Réparation d'une presse à bottes rectangulaires basse densité (Allemagne de l'Est, 1960).

Presse à balles rondes (2005).

Une balleuse, ballotteuse, botteleuse, ramasseuse-presse, ou encore roundbaleur dans le cas des presses à bottes cylindriques, est une machine agricole utilisée pour la récolte du foin ou de la paille.
Cet outil sert à conditionner les andains en bottes pour faciliter le transport, la manutention et le stockage des foins et leur utilisation ultérieure. Il existe plusieurs types de conditionnement : bottes cylindriques (rondes), bottes parallélépipédiques (rectangulaires). Les balles cylindriques, appelées aussi round balls ou rouleaux, sont les plus utilisées actuellement pour le pressage du foin.
Le bottelage ou pressage concerne également la mise en ballots (mise en bottes) de la paille lors du battage du blé ou d'autres céréales, parfois de légumineuses ainsi que la mise en bottes des plantes à fibres comme le lin ou le chanvre.